# Сельское поселение Мокша
Сельское поселение Мокша — муниципальное образование в Большеглушицком районе Самарской области.
Административный центр — село Мокша.

## Административное устройство
В состав сельского поселения Мокша входят:
- село Мокша,
- посёлок Коммунар,
- посёлок Ледяйка,
- посёлок Степной.